# 99824 Polnareff
99824 Polnareff è un asteroide della fascia principale. Scoperto nel 2002, presenta un'orbita caratterizzata da un semiasse maggiore pari a 2,766842 UA e da un'eccentricità di 0,055165, inclinata di 11,763716° rispetto all'eclittica. Ha un diametro di 2,553 km e un'albedo di 0,156.
L'asteroide è dedicato al cantante francese Michel Polnareff.